# Baptistenkapelle Ditzumerverlaat

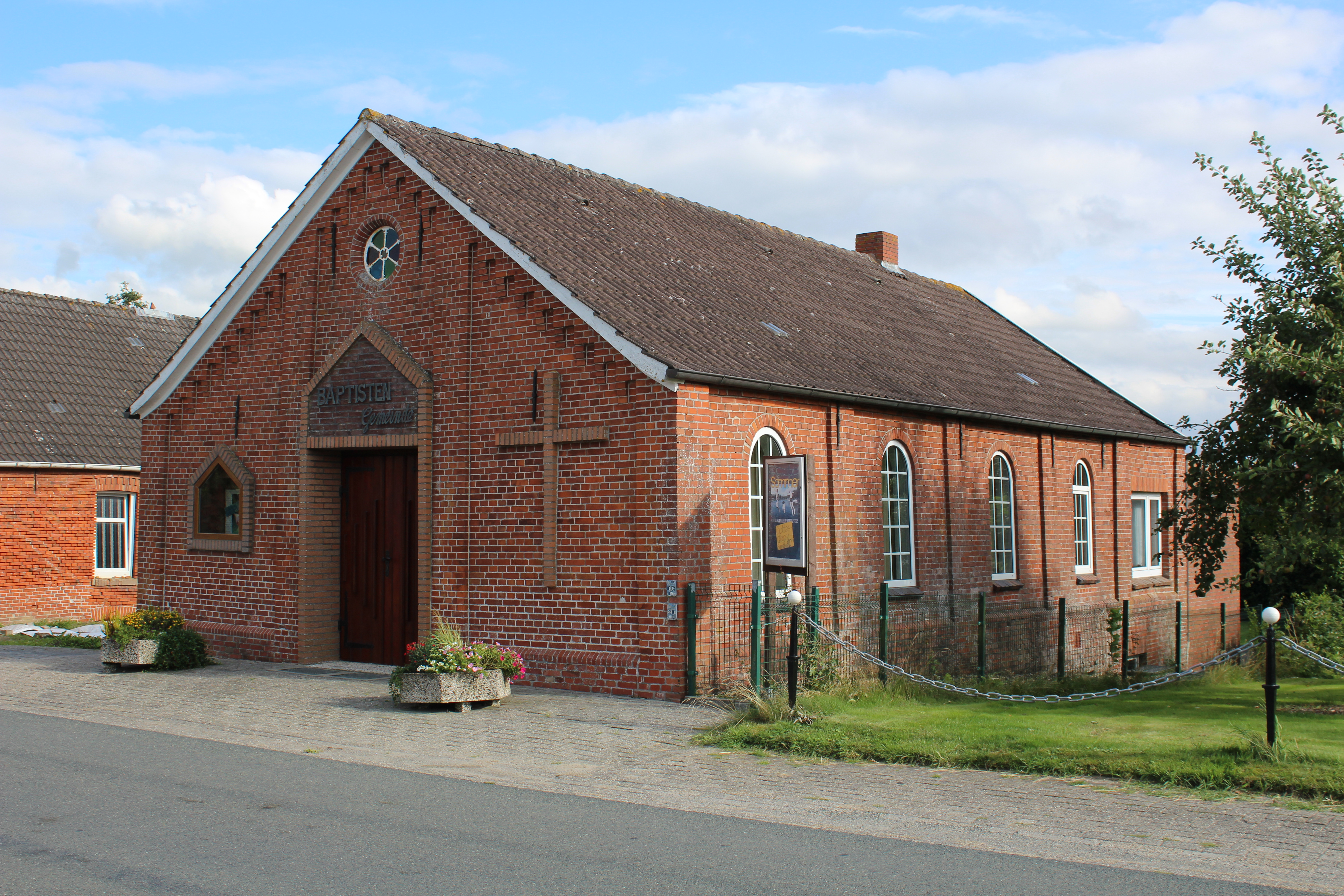
Baptistenkapelle in Ditzumerverlaat

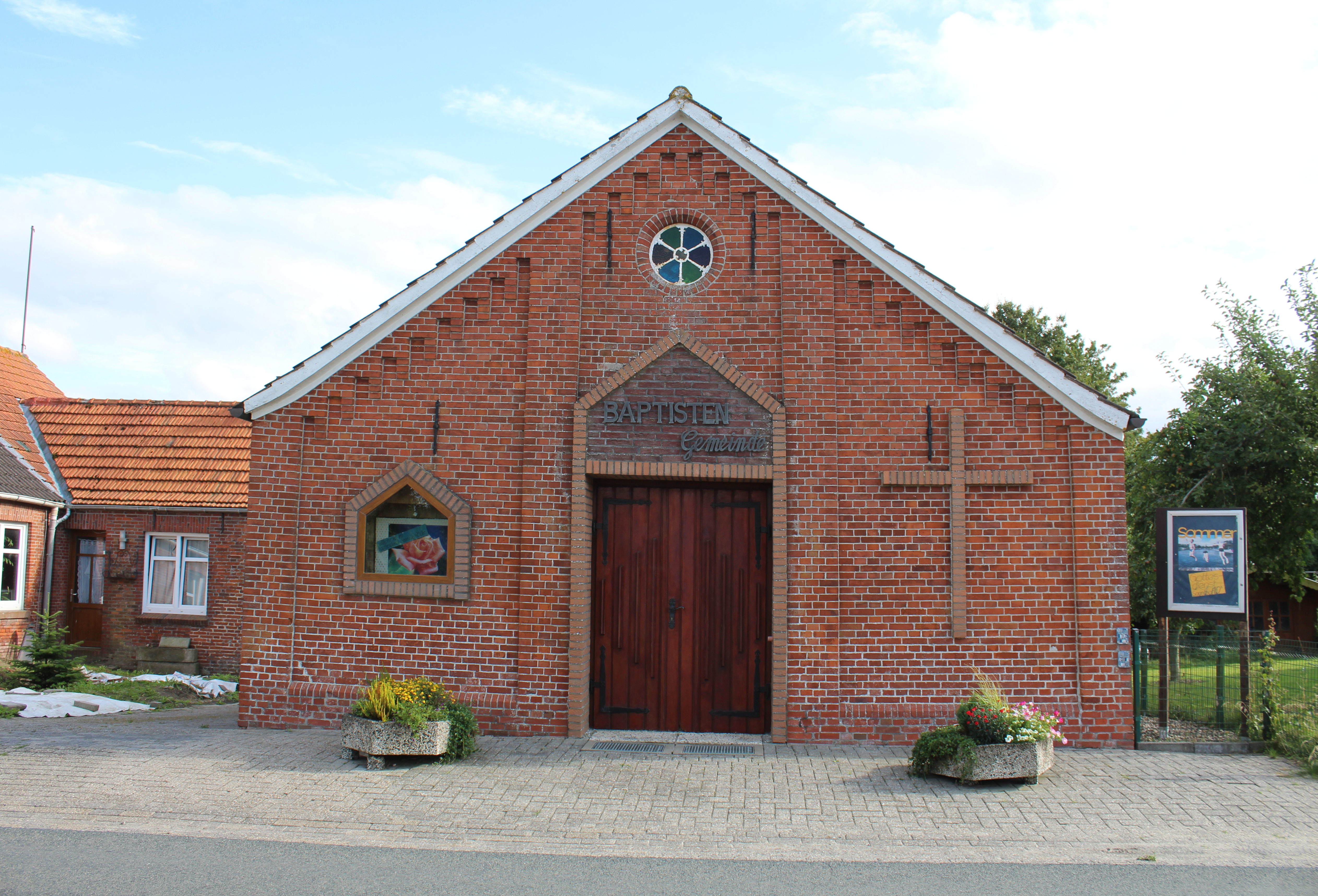
Ansicht von Norden

Die Evangelisch-Freikirchliche Baptistenkapelle Ditzumerverlaat steht im gleichnamigen Ortsteil der ostfriesischen Gemeinde Bunde. Sie wurde im Jahr 1899 errichtet.

## Geschichte
Die Anfänge der Baptistengemeinde in Ditzumerverlaat gehen auf die missionarische Tätigkeit von Baptisten aus Ihren zurück, die als Muttergemeinde aller älteren ostfriesischen Baptistengemeinden gilt. Die Ihrener nutzten ihre geschäftlichen Kontakte zum Verteilen evangelistischer Schriften. Die Gläubigen versammelten sich zunächst in verschiedenen privaten Häusern in Ditzum, Ditzumerverlaat, Dyksterhusen, Jemgum, und Koldeborgersiel. 1853 wird von einer gottesdienstlichen Versammlung mit 200 Personen im elterlichen Haus des in Ditzumerverlaat geborenen Friesenpredigers Peter Johannes de Neui berichtet. Im selben Jahr ließen sich zwei Frauen und drei Männer aus Ditzum und Ditzumerverlaat unter freiem Himmel taufen. Nachdem im Haus von Jochum Duprée, dem ersten Gemeindeleiter, einige Jahre regelmäßig Versammlungen stattfanden, wurde die Gemeinde offiziell am 26. April 1865 gegründet. 1869 kam es zu innergemeindlichen Spannungen, sodass die junge Gemeinde wieder aufgelöst und Ditzumerverlaat eine Station von Ihren wurde. Wahrscheinlich im Jahr 1875 kam es zu einer Neugründung. Als eine Witwe der Gemeinde ein Grundstück schenkte, wurde darauf die kleine Kapelle in Eigenleistung und mithilfe finanzieller Unterstützung anderer Gemeinden erbaut. Im Jahr 1921 berief die Gemeinde einen eigenen Pastor, den sich die Gemeinde mit der Baptistengemeinde in Wymeer teilte. Zwischen 1930 und 1945 fanden vor allem Vertretungsdienste durch Prediger der benachbarten Gemeinden statt. Im Jahr 1937 drohte das Gebäude enteignet und in ein Gefangenenlager umgebaut zu werden, da die gusseisernen Fenster den Nationalsozialisten hierfür günstige Voraussetzungen zu bieten schienen. Eine Verhandlung in Berlin im Jahr 1940 verhinderte die Enteignung, da inzwischen die Kapelle in das Eigentum des Bundes übergegangen war. Als die Kapelle 1899 gebaut wurde, zählte die Gemeinde 58 Mitglieder, 1981 waren es 46, im Jahr 2012 noch 17 getaufte Mitglieder, von denen nur fünf in Ditzumerverlaat wohnen. Der Gottesdienstbesuch lag 2009 bei 20 bis 30 Besuchern. Von 1964 bis 1997 teilte sich die Gemeinde einen Prediger mit der Baptistengemeinde in Wymeer. Von 1999 bis 2017 hatte sie wieder einen eigenen Pastor. Im Jahr 2015, als die Gemeinde ihr 150-jähriges Bestehen feierte, wohnten noch sechs Gemeindeglieder in Ditzumerverlaat oder Ditzum.
Die Baptistengemeinde Ditzumerverlaat gehört zum Evangelisch-Freikirchlichen Landesverband Baptisten im Nordwesten und innerhalb des Landesverbandes zur regionalen Arbeitsgemeinschaft Ems-Jade-Mission.
Die Kapelle ist 9 mal 14 Meter groß und damit eines der kleinsten Gotteshäuser Ostfrieslands. Äußerlich ist sie weitgehend unverändert geblieben. Da das Gebäude an der alten Deichstraße errichtet wurde, gleicht ein Sockel die Hanglage aus. Die Längsseiten werden durch Lisenen gegliedert. In den Feldern sorgen rundbogige Fenster für ausreichend Licht. Die Giebelseite zur Straße weist über dem Eingang ein hoch sitzendes rundes Fenster auf. Der schlicht gestaltete Innenraum wird von einer weißen, mit Goldfarbe abgesetzten Holzbalkendecke abgeschlossen.